# Jacob Hansen

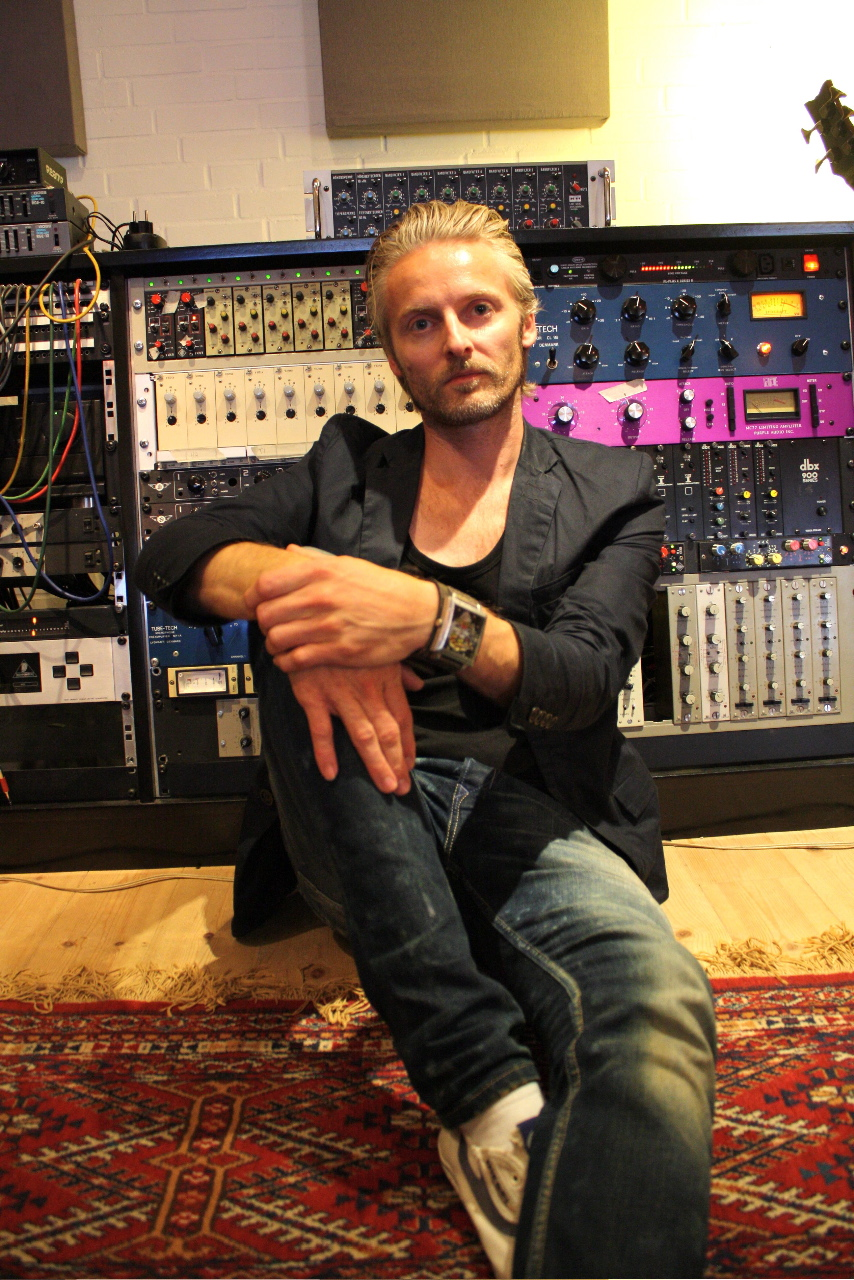
Jacob Hansen

Jacob Hansen (* 9. November 1970 in Esbjerg) ist ein dänischer Sänger, Gitarrist und Musikproduzent.

## Werdegang
Hansen machte seine ersten musikalischen Gehversuche im Alter von 15 Jahren, als er mit einem Freund mehrere Jamsessions durchführte. Hieraus gründete sich ein Jahr später die Thrash-Metal-Band „Black Creed“, die sich kurze Zeit später in Invocator umbenannten. In den frühen 1990er Jahren veröffentlichte die Band drei Alben, auf denen Hansen als Sänger und Gitarrist zu hören ist. 1995 lösten sich Invocator wieder auf. Sieben Jahre später reformierte sich die Band und veröffentlichte 2003 ihr bisher letztes Album Through the Flesh to the Soul. Danach schloss sich Hansen der Band Beyond Twilight an, für die er bisher zwei Alben einsang und für die Rhythmusgitarre zuständig war. Im Jahre 2007 sang Hansen auf dem Album Andromeda Unchained der Progressive-Metal-Band Anubis Gate.
Seit 1990 tritt Hansen auch als Musikproduzent auf und betreibt in der Stadt Ribe die Hansen Studios. Zunächst arbeitete er mit lokalen dänischen Bands wie Urkraft, Raunchy oder The Arcane Order. Seit Mitte der 2000er Jahre kamen die ersten ausländischen Bands wie Maroon, Deadlock oder Rob Rock nach Ribe. Im Jahre 2003 produzierte Hansen das Demo Beat the Meat der Band Volbeat. Obwohl er zunächst wenig mit der Musik dieser Band anfangen konnte, wurde er zum Stammproduzenten von Volbeat. Zuletzt produzierte Hansen das Album Thrash Anthems der renommierten deutschen Band Destruction.

## Diskographie

### Als Musiker
- 1991: Invocator – Excursion Demise
- 1993: Invocator – Weave the Apocalypse
- 1995: Invocator – Dying to Live
- 2003: Invocator – Through the Flesh to the Soul
- 2005: Beyond Twilight – Section X
- 2006: Beyond Twilight – For the Love of Art and the Making
- 2007: Anubis Gate – Andromeda Unchained

### Als Produzent
Mit Arch Enemy
- 2022: Deceivers

Mit Evergrey
- 2021: Escape of the Phoenix

Mit U.D.O.
- 2018: Steelfactory

Mit Volbeat
- 2013: Outlaw Gentlemen & Shady Ladies
- 2016: Seal the Deal & Let’s Boogie
- 2019: Rewind, Replay, Rebound
- 2021: Servant of the Mind

### Als Produzent und Musiker (jeweils Bass und Gitarre)
Mit Pyramaze
- 2015: Disciples of the Sun
- 2017: Contingent
- 2020: Epitaph
- 2023: Bloodlines